# Église Saint-Pierre de Saint-Père-Marc-en-Poulet
L'église Saint-Pierre de Saint-Père-Marc-en-Poulet est une église du XXe siècle située à Saint-Père-Marc-en-Poulet, en France.

## Localisation
L'église est située au centre de la commune de Saint-Père-Marc-en-Poulet, dans le département d'Ille-et-Vilaine.

## Historique

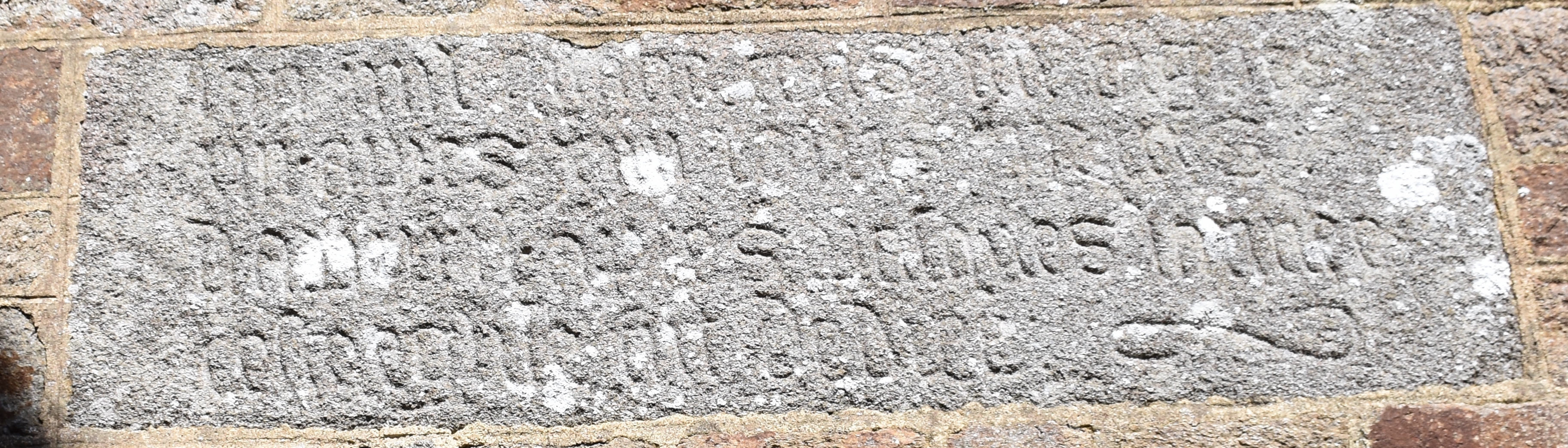
Pierre gravée de l'ancienne église sur laquelle est gravé: L'an mil quatre cent vingt-et-un, après XIII jours puis avril, après Pâques, cette église fut dédiée.

L'église Saint-Pierre de Saint-Père-Marc-en-Poulet a été construite entre 1901 et 1904 pour remplacer une église du XXe siècle jugée trop vétuste. Une pierre gravée insérée dans le mur nord rapelle la date de construction de l'église primitive.
L'église Saint-Pierre possède un vitrail comportant des fragments du XIVe siècle, classé monument historique en tant qu'objet, remontés par le maître verrier Charles Lorin de Chartres dans les années 1920.

## Galeries

### Extérieur de l'église

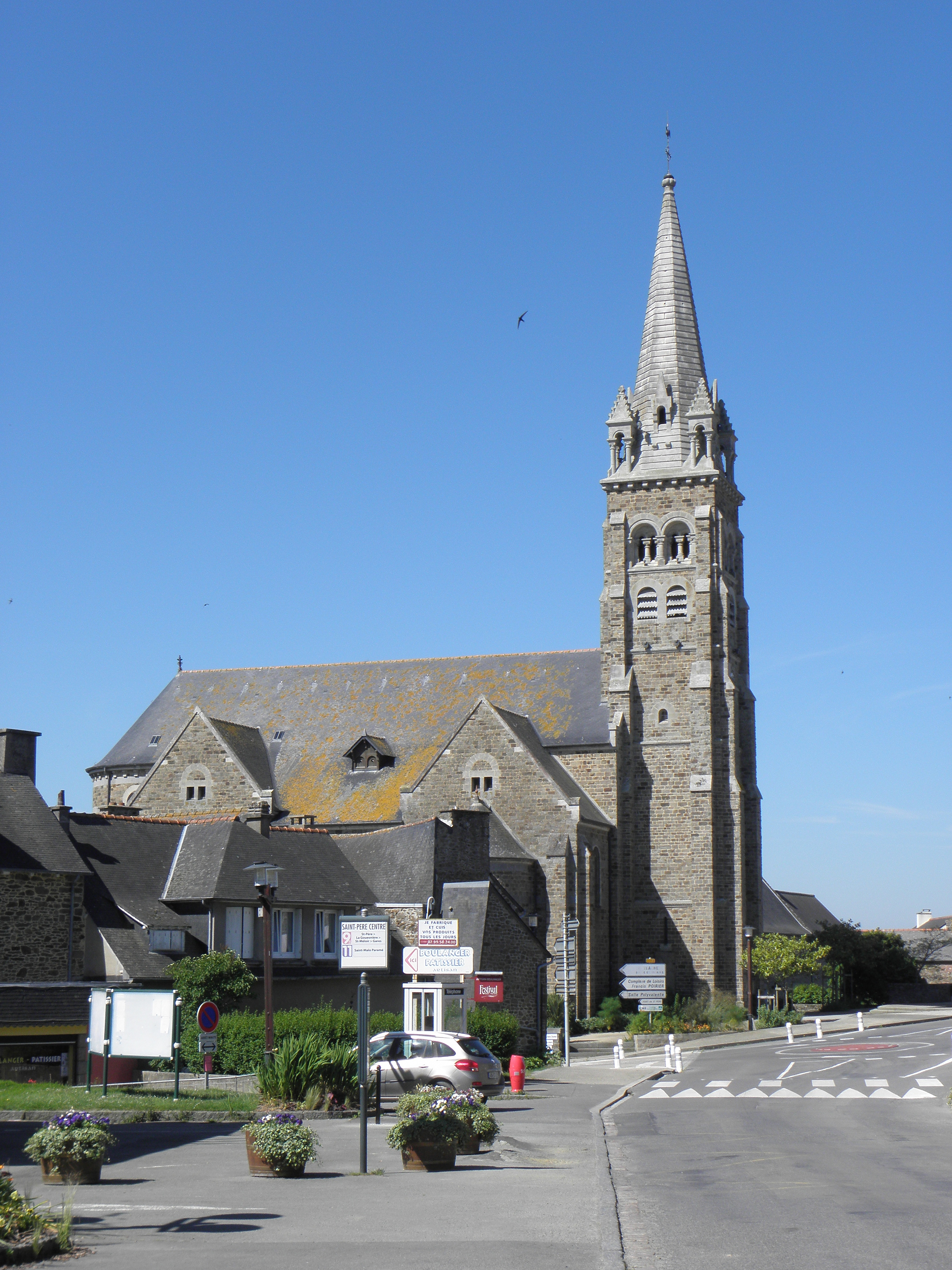
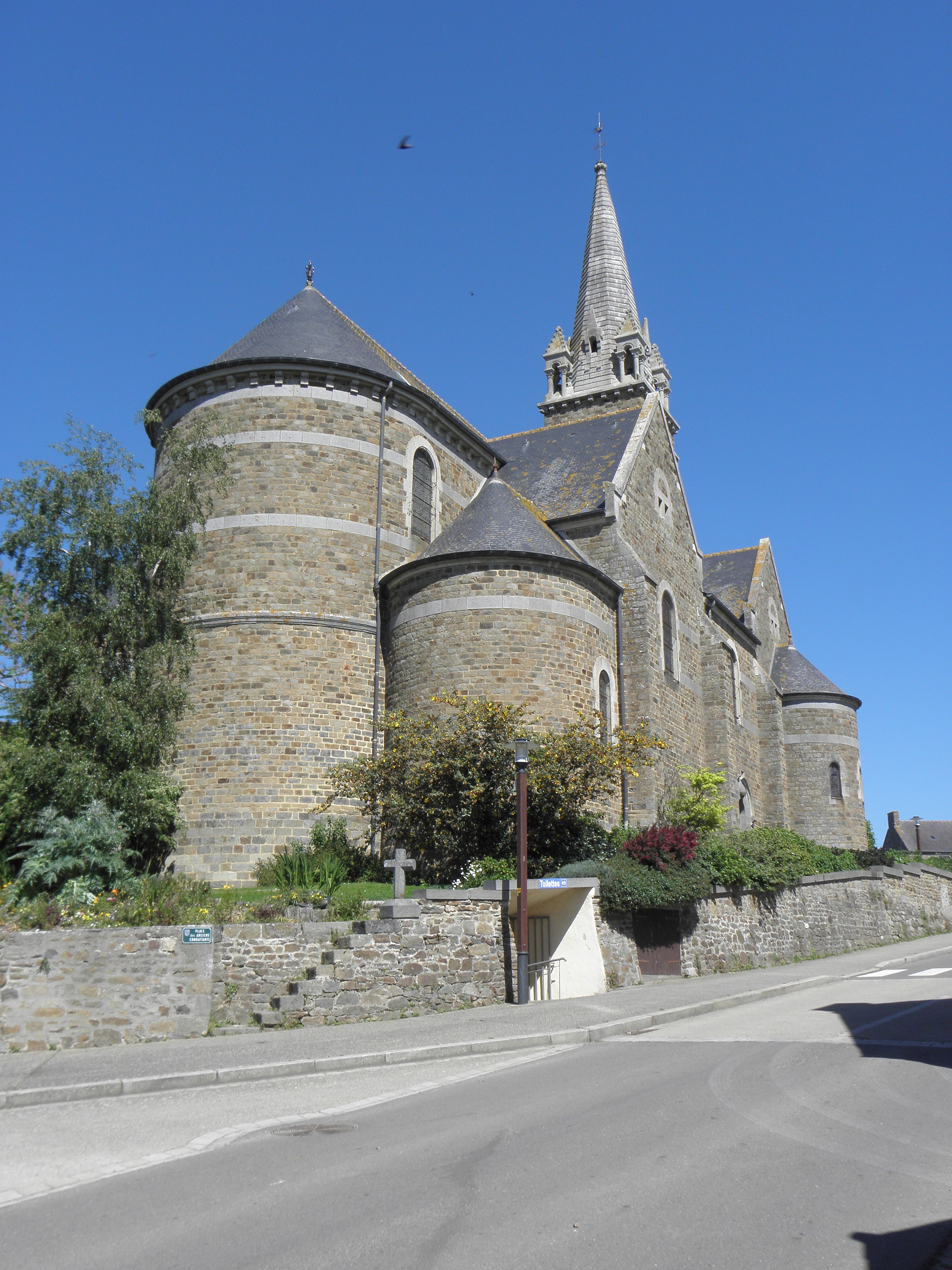
Vue du chevet.
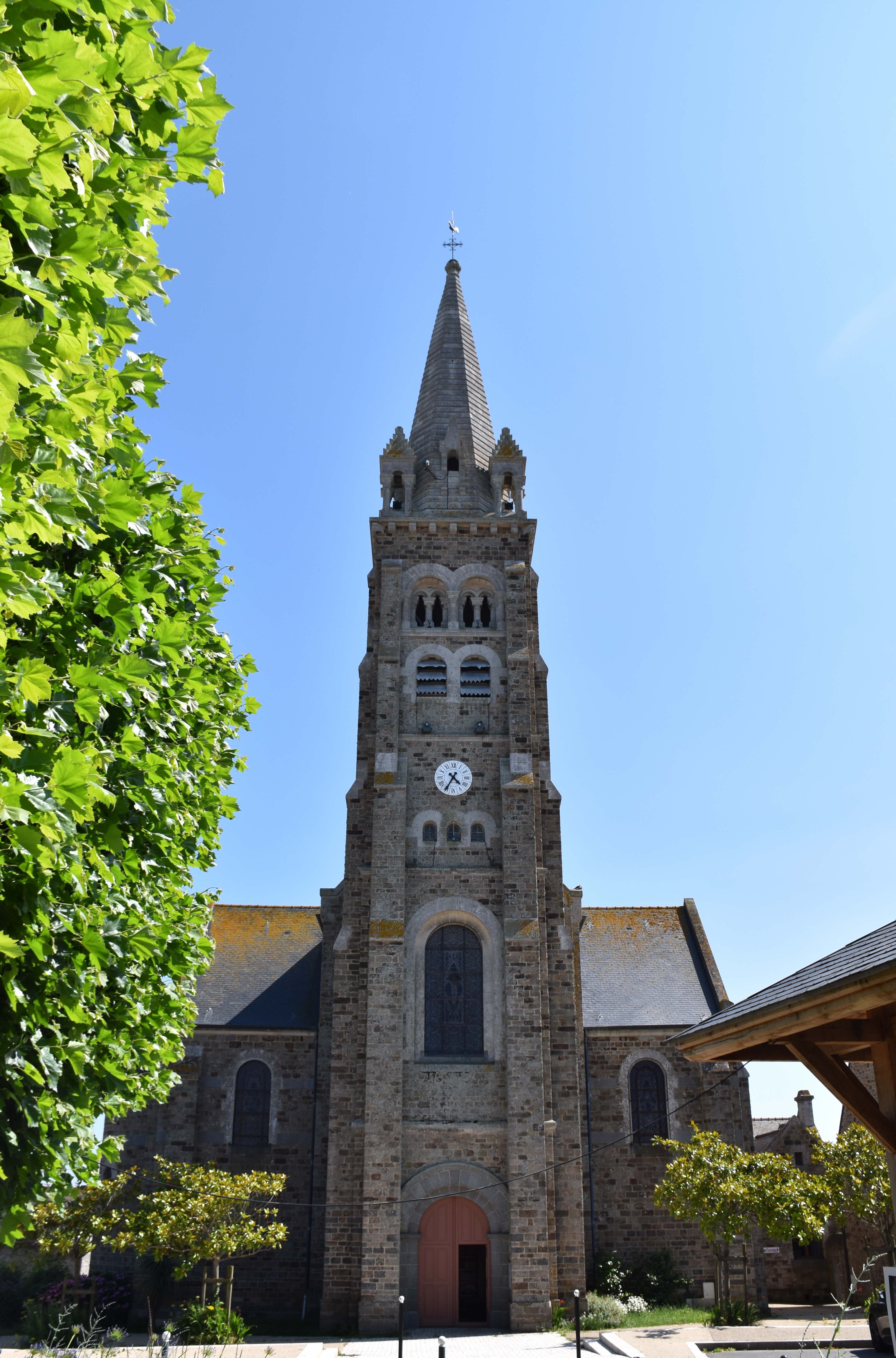
La façade.
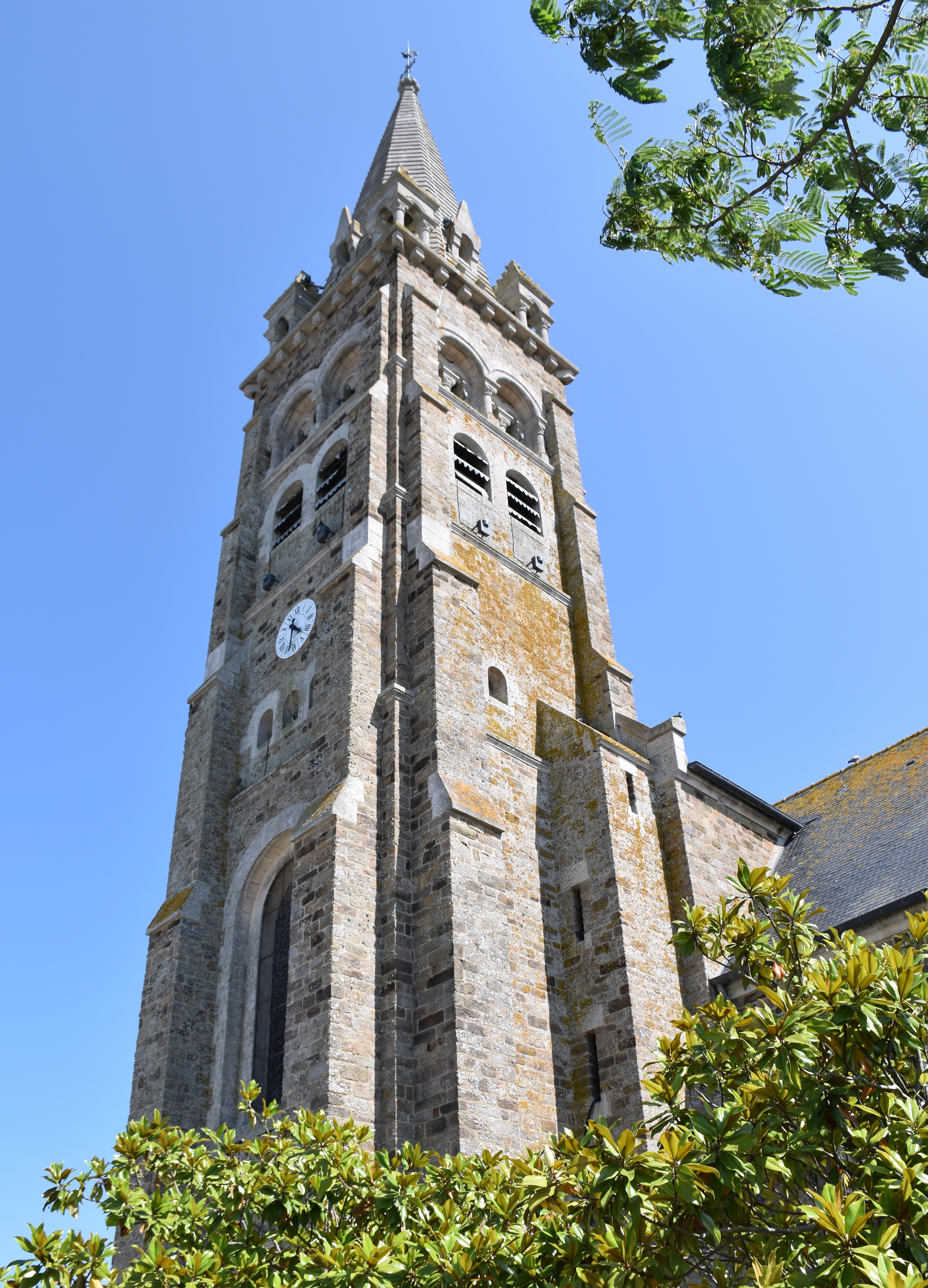
Le clocher
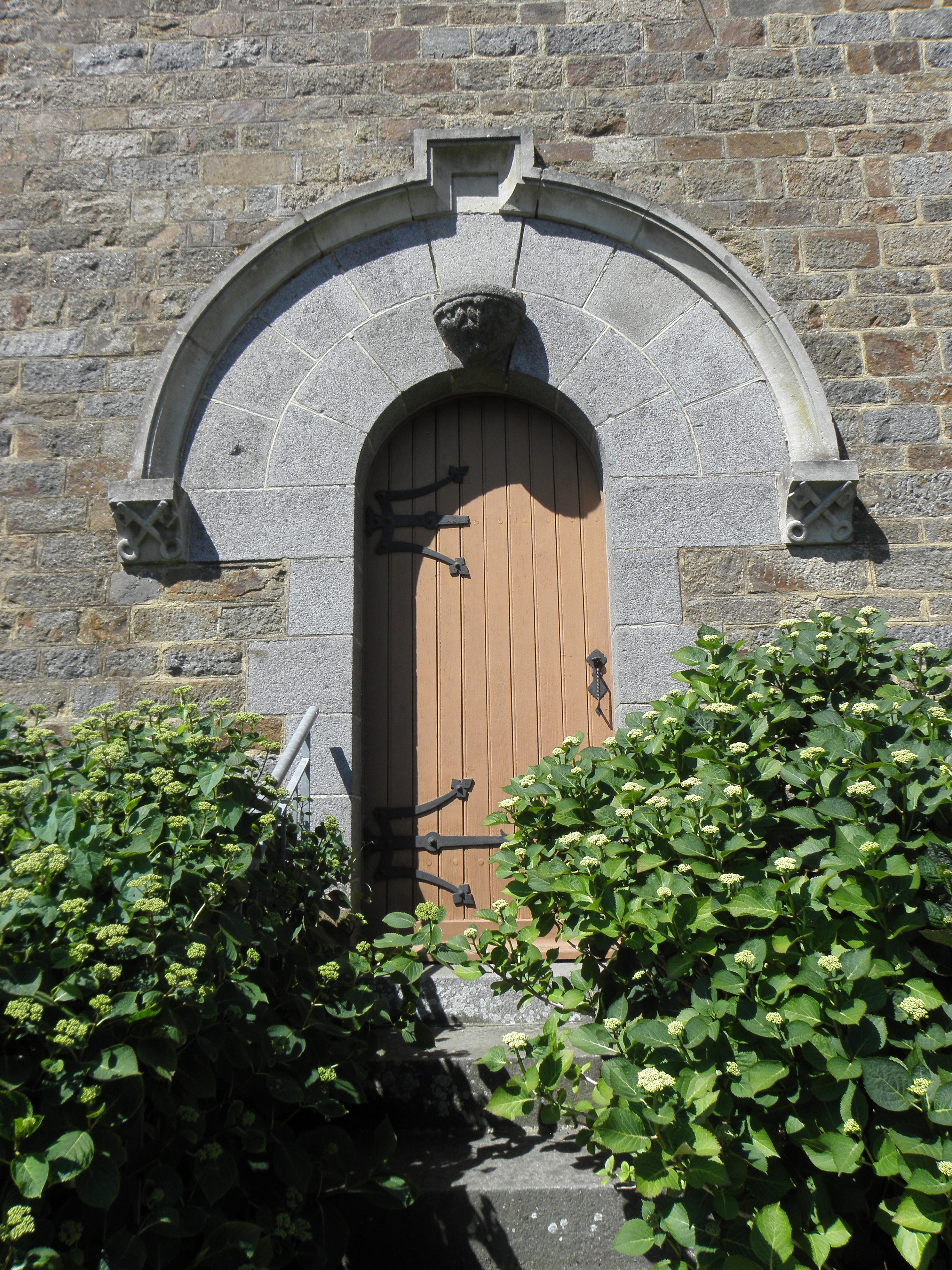
Le porche latéral.
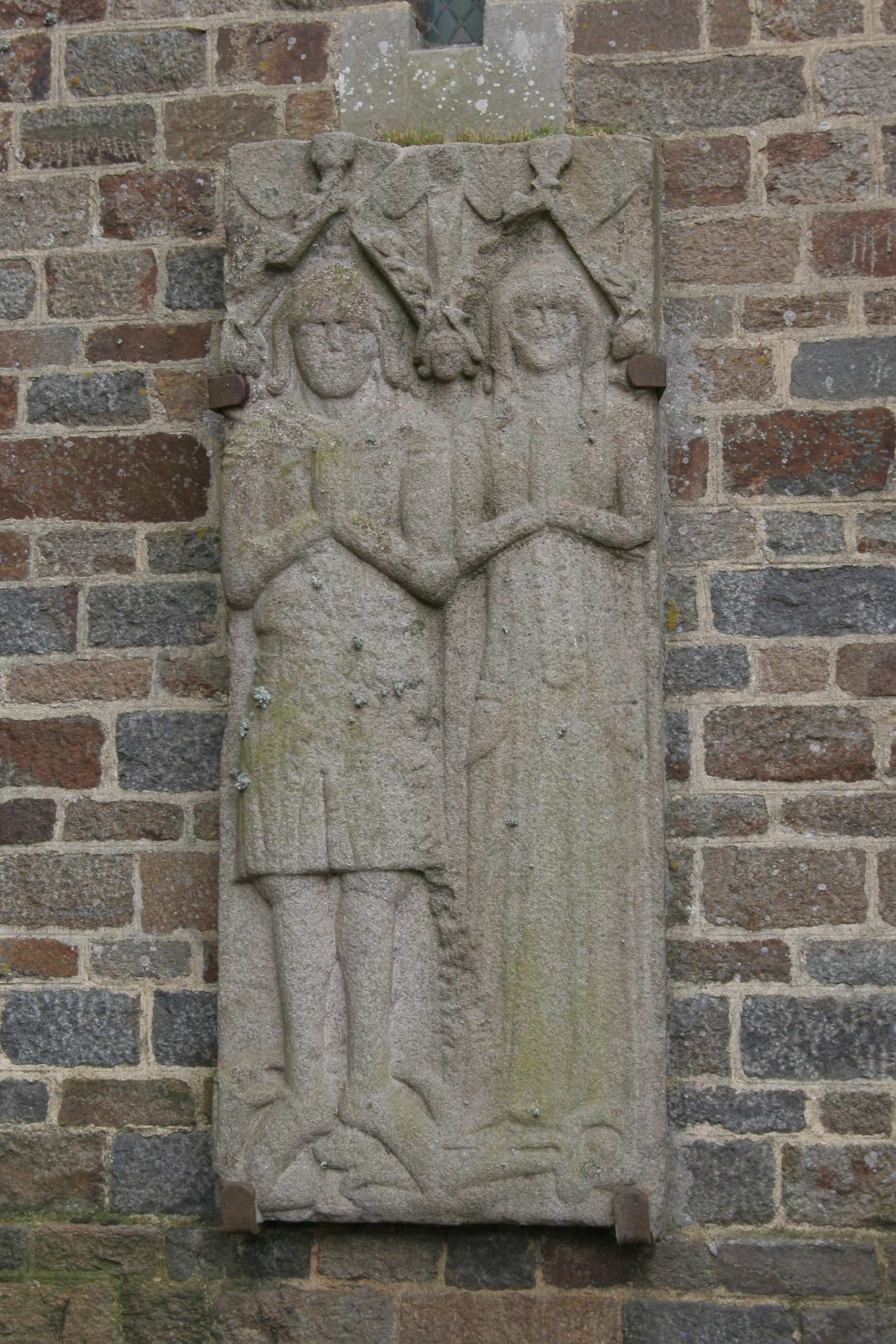
Pierre tombale des seigneures de Saint-Père.

### Intérieur de l'église

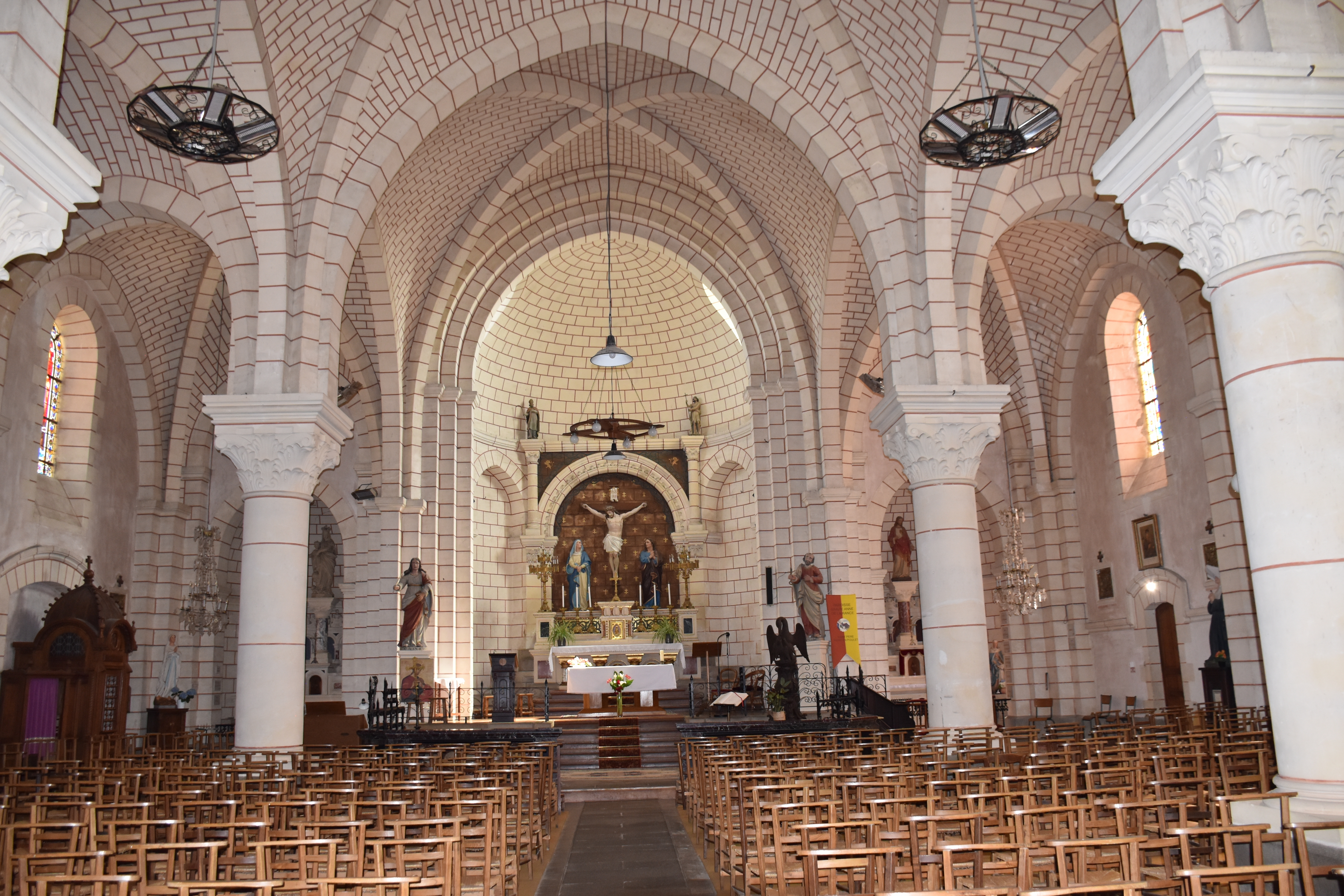
Vue de la nef.
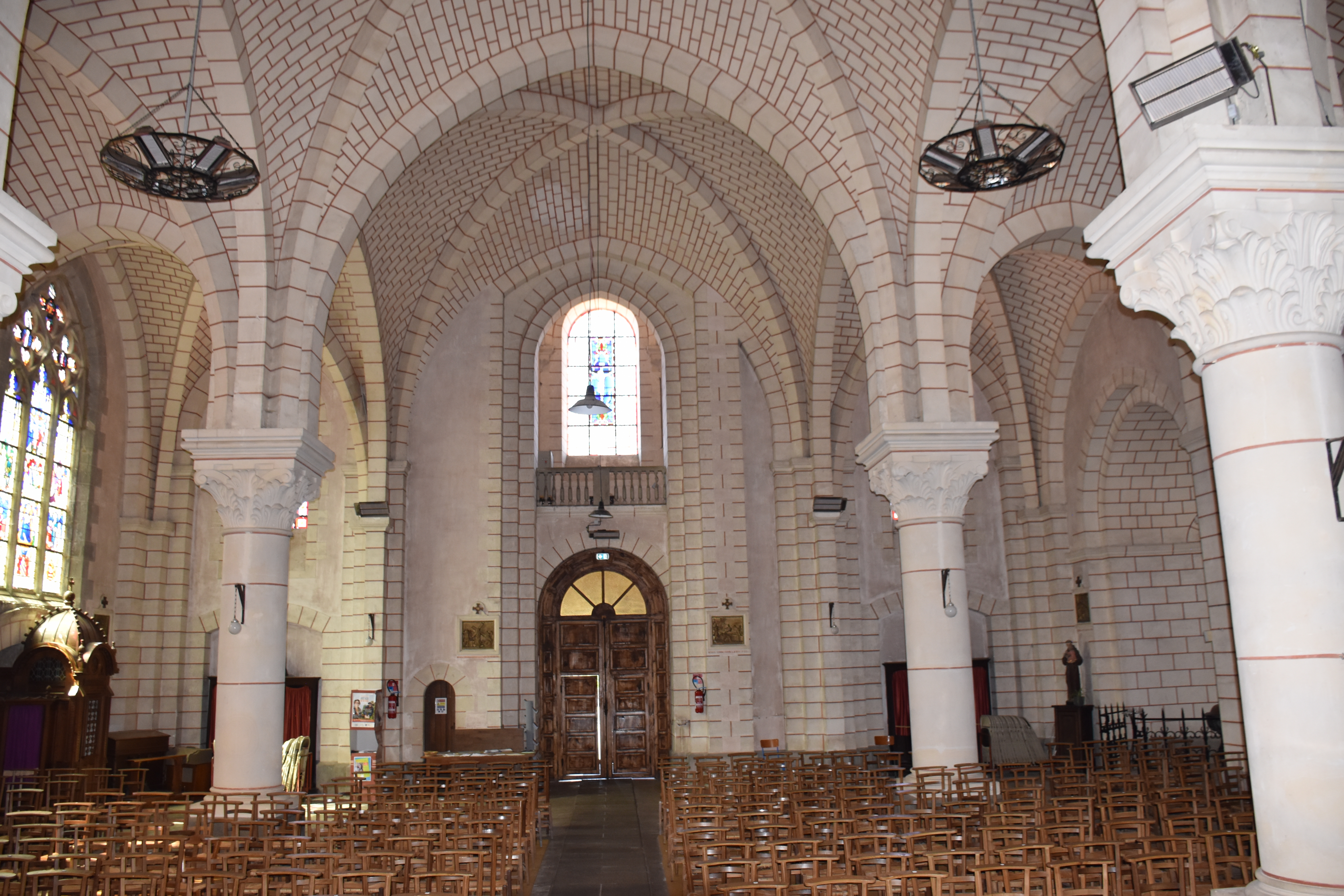
Vue de la nef côté porche.
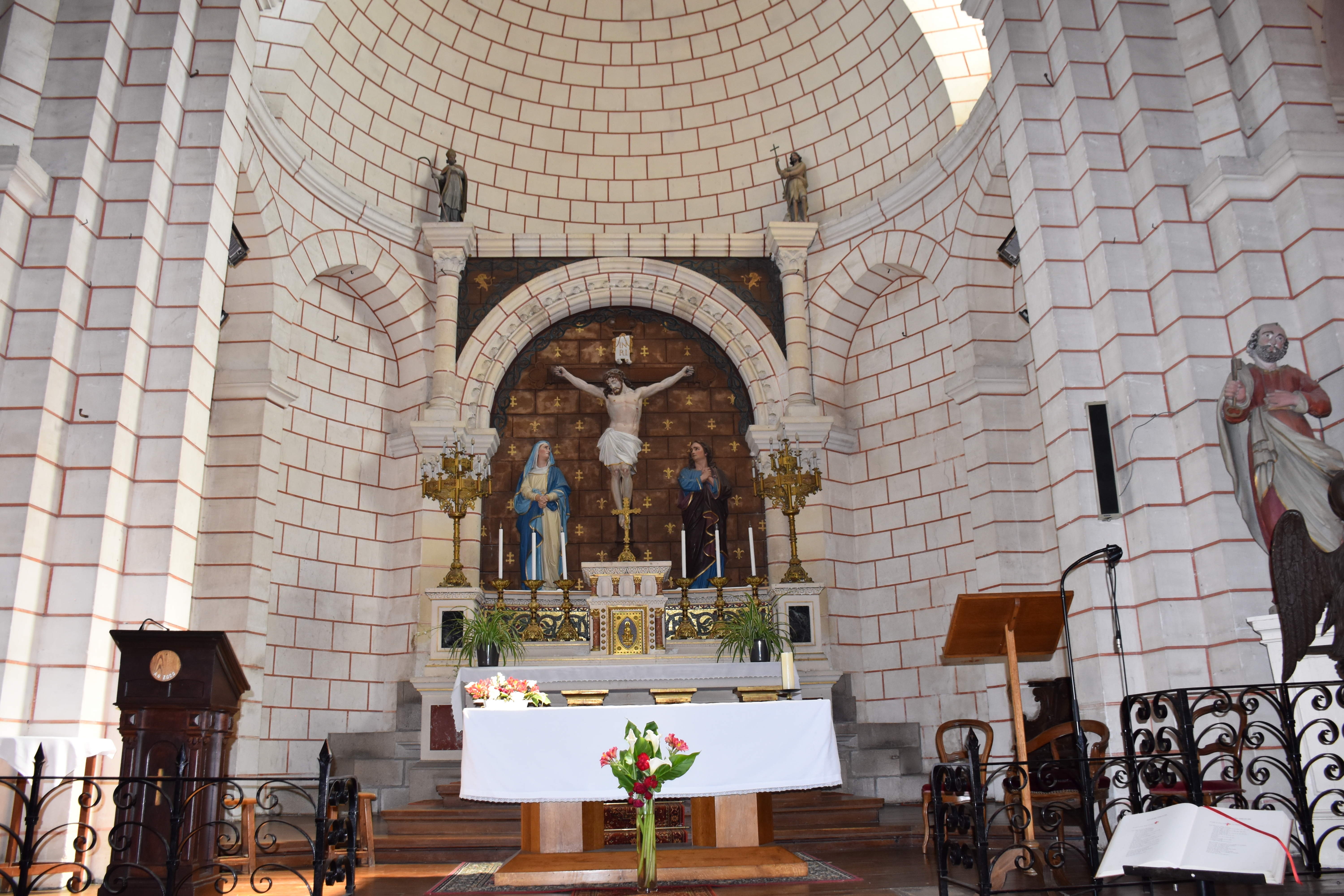
Le chœur.
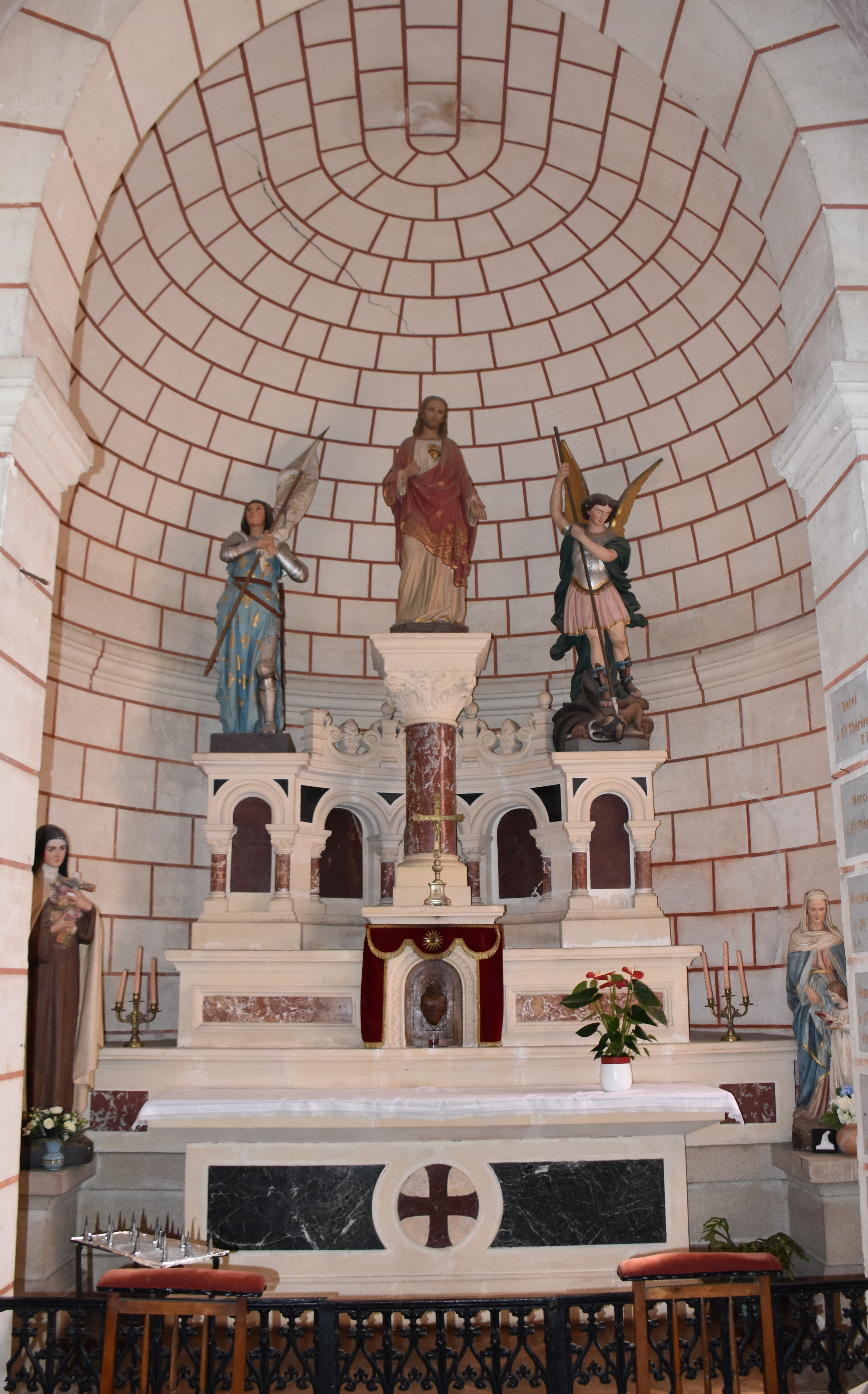
La chapelle Saint Joseph.
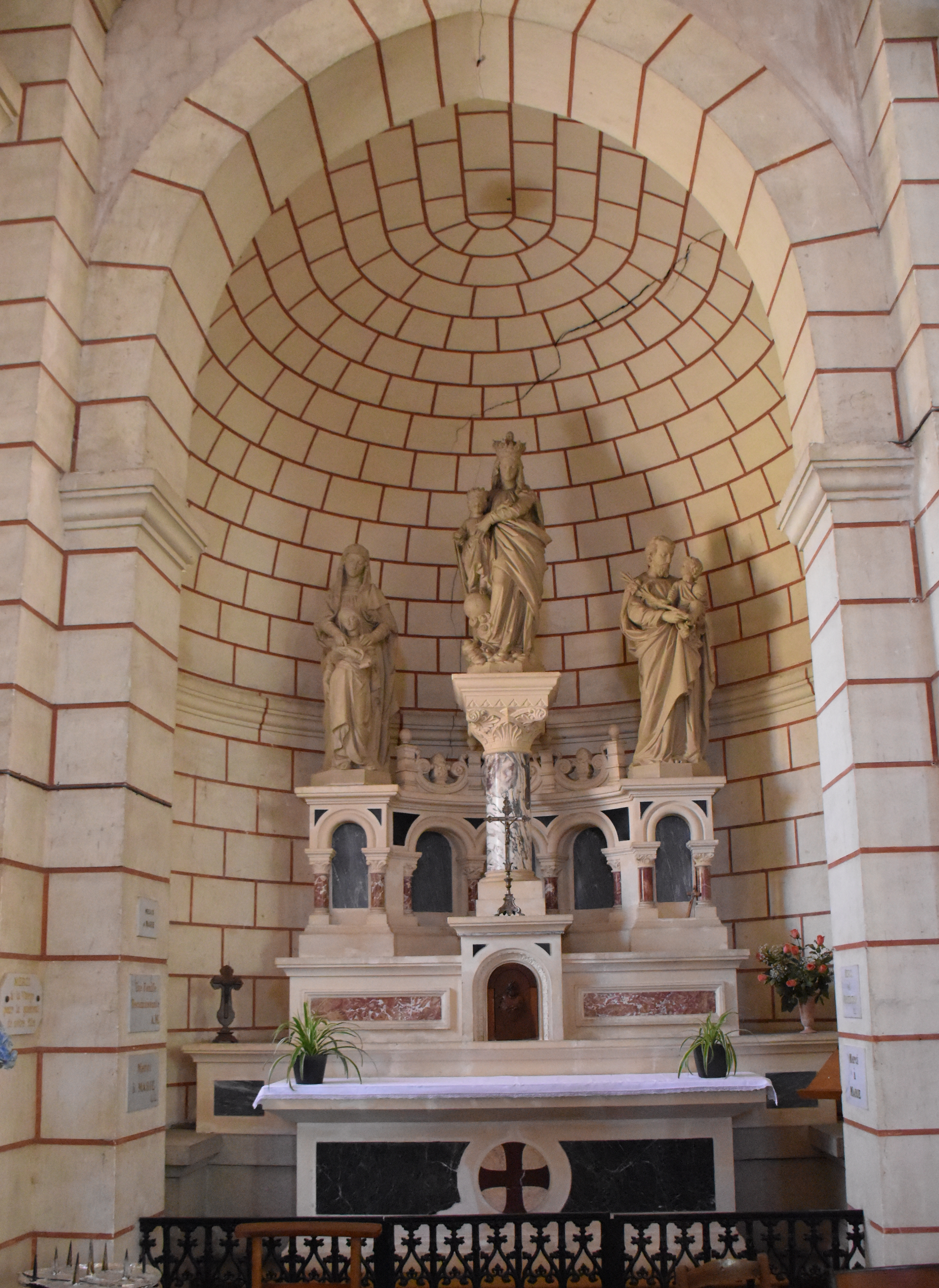
La chapelle de La Vierge.

### Vitraux

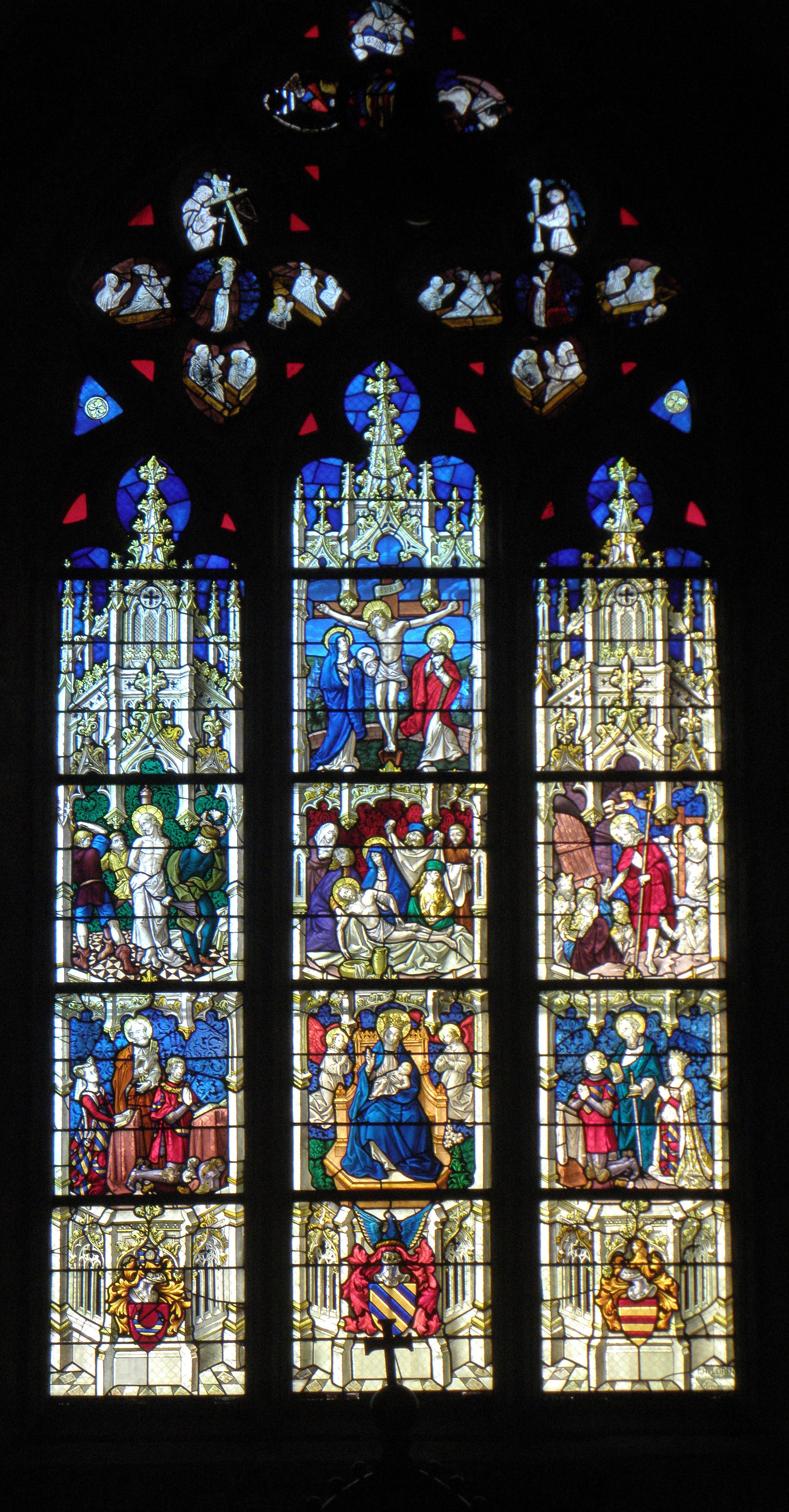
Vitrail de la Résurrection, baie 10.
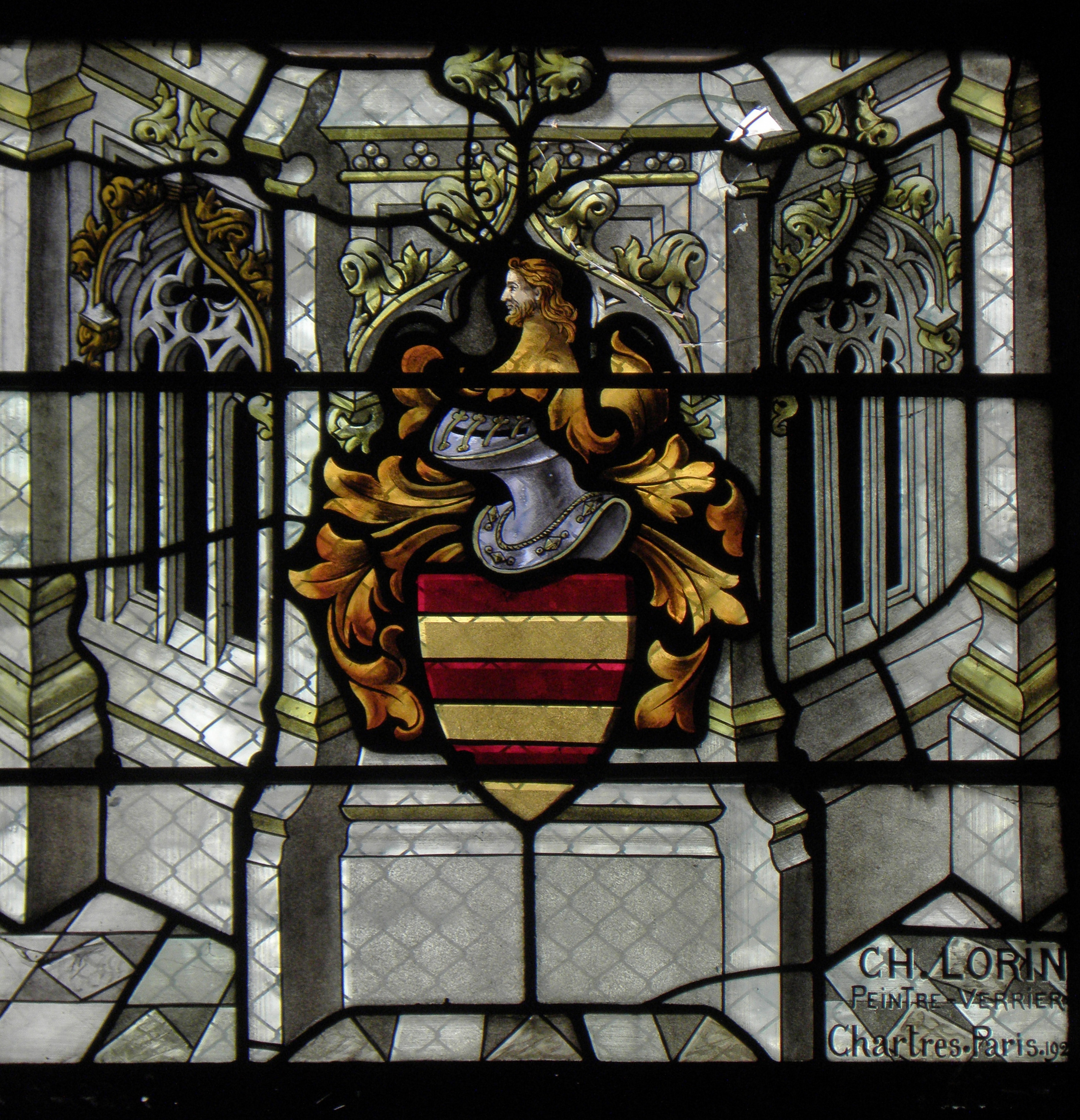
Détail baie 10.
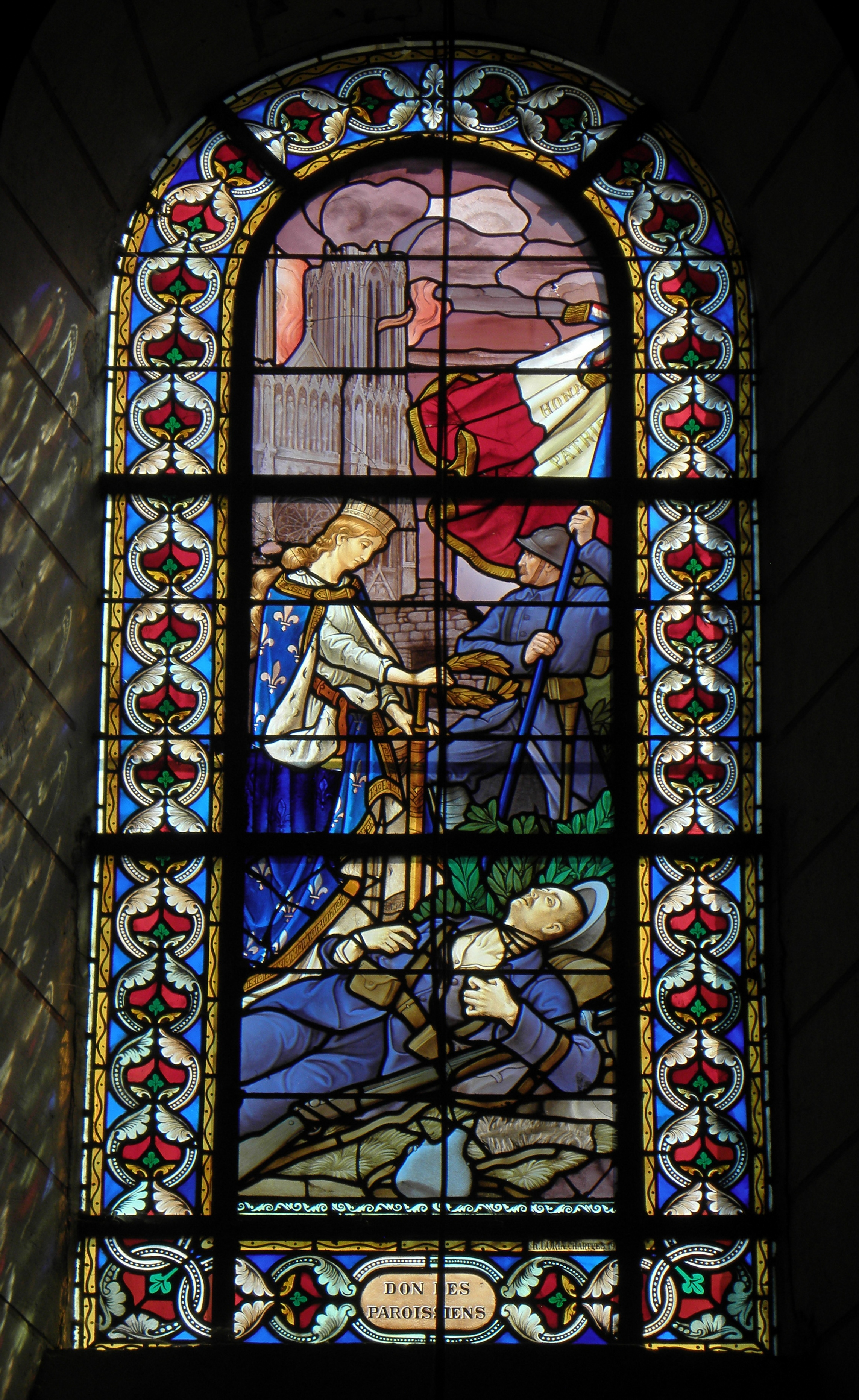
Vitrail du souvenir, baie 7.
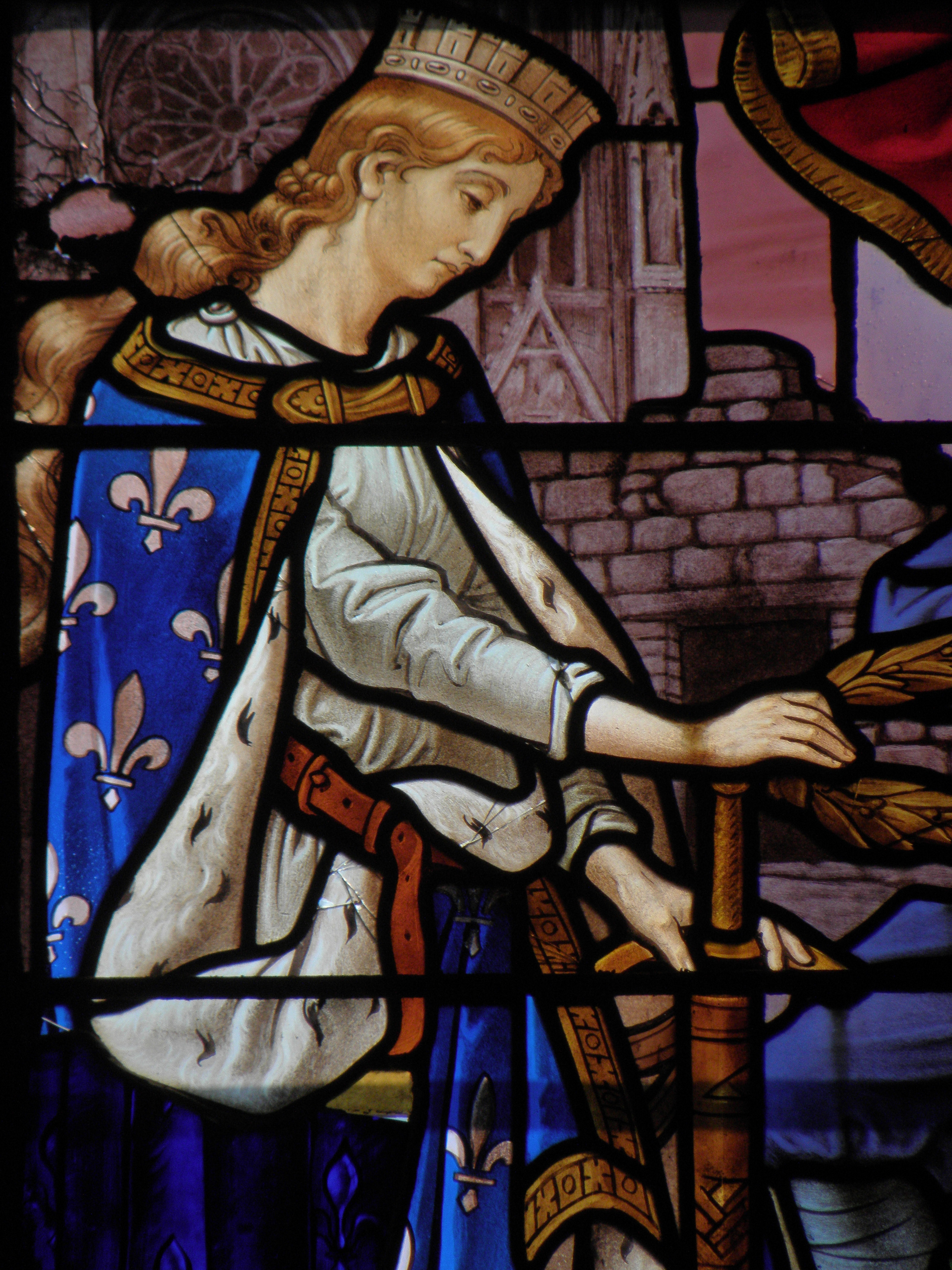
Détail baie 7.
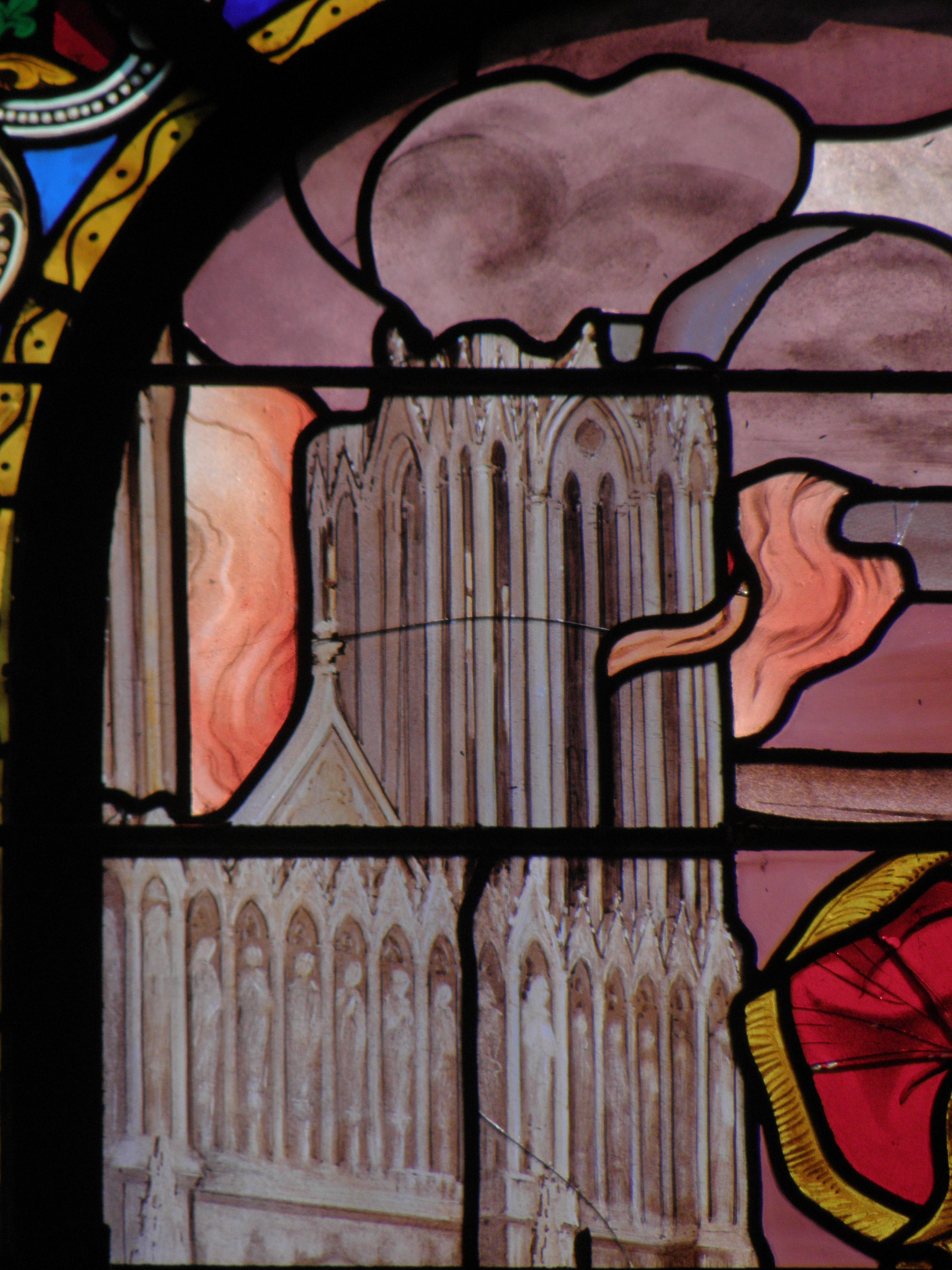
Détail baie 7.
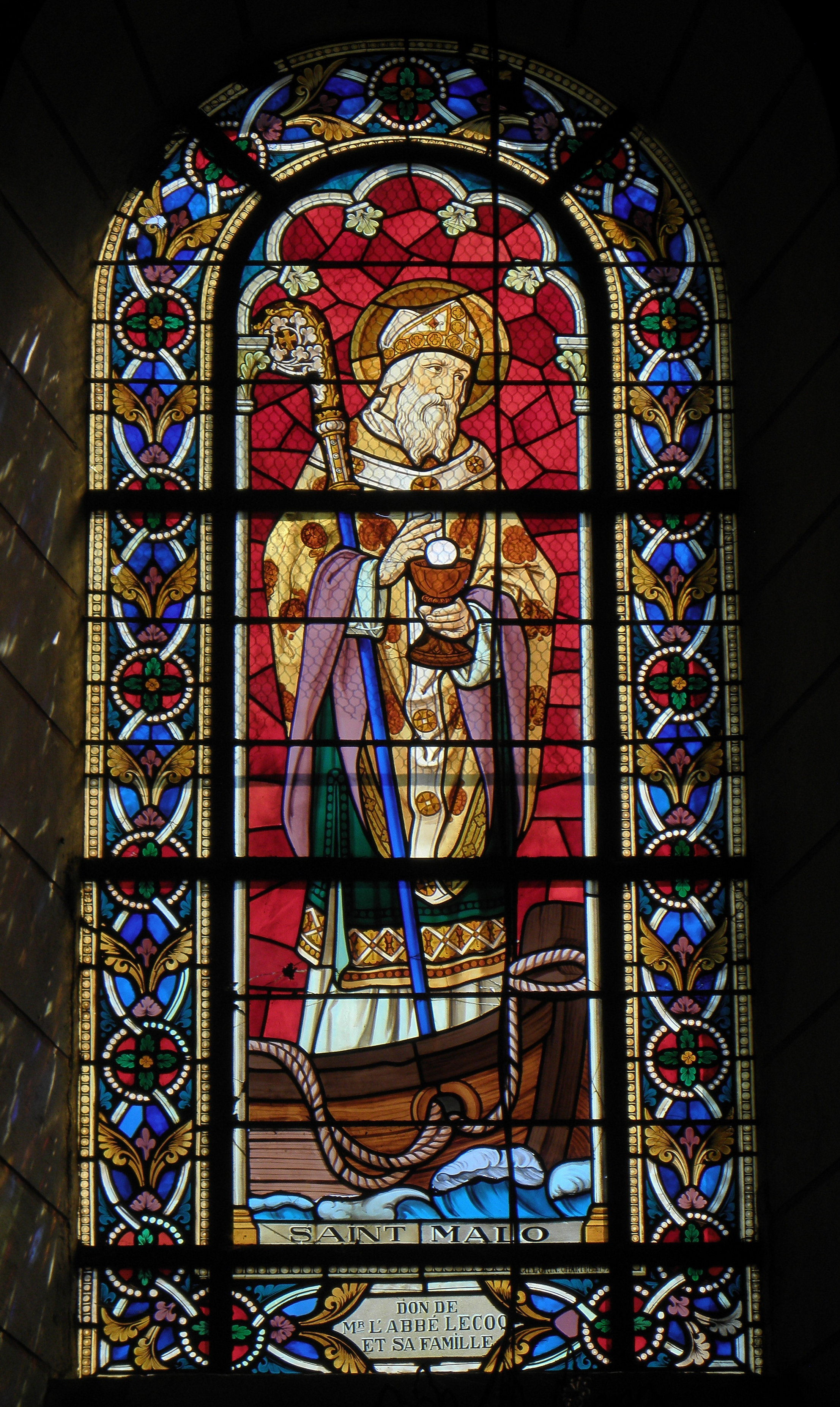
Vitrail de saint Malo, baie 5.